# سیزدهمین دوره جشنواره بین‌المللی فیلم فجر
سیزدهمین دورهٔ جشنوارهٔ فیلم فجر در بهمن ۱۳۷۳ در تهران برگزار شد.

## برگزیدگان

### تقدیر
- بهترین کارگردانی: علی‌رضا داوودنژاد   (خلع سلاح)
- بهترین طراح صحنه و لباس: مجید وزیری  (خلع سلاح)
- بهترین صدابرداری: محمود سماک‌باشی   (زمین آسمانی)

### دیپلم افتخار
- بهترین فیلم: حمله به اچ۳   (حوزه هنری، سازمان تبلیغات اسلامی)
- بهترین فیلم اول: سفر (علیرضا رئیسیان)
- احمدرضا درویش (کیمیا)
- نقش اول مرد: محمدرضا داودنژاد (خلع سلاح)
- بهترین بازیگر نوجوان: آیدا محمدخانی ( بادکنک سفید)
- حمله به اچ۳ (شهریار بحرانی)
- بهترین جلوه‌های ویژه: ولی خاکدان (کاکادو)
- نمونه فیلم (آنونس): ایرج گل‌افشان (همسر)
- پوستر (اعلان دیواری): رضا عابدینی (سارا
- بهترین عکاسی: علیرضا پورامین  (خسوف)
- بهترین فیلمنامه: کوچه و موزه (کاظم بلوچی، رضا مقصودی، کریم هاتفی‌نیا)
- بهترین فیلمنامه: کیمیا (احمدرضا درویش

### سیمرغ بلورین
- بهترین فیلم اول: بادکنک سفید (شبکه دوم سیمای جمهوری اسلامی ایران)
  - دشت ارغوانی - رسول ملاقلی‌پور و نادر مقدس
  - روز دیدنی - حبیب اسماعیلی و سیدغلامرضا موسوی
  - مرد پنجم - بنیاد سینمایی فارابی و مؤسسه فرهنگی هنری اطهر
  - منطقه ممنوعه - رضا جعفری
- بهترین فیلم دوم: روز واقعه (شهرام اسدی)
  - ساز ستاره - محرم زینال زاده
  - ستارگان خاک - عزیزالله حمیدنژاد
  - کوچه و موزه -
- نامزد سیمرغ بلورین بهترین پوستر از چهاردهمین جشنواره فیلم فجر ۱۳۷۴
- کاندیدا بهترین نمونه فیلم (آنونس): مهدی ژورک برای فیلم روز شیطان

| سیمرغ بلورین بهترین فیلم | سیمرغ بلورین بهترین کارگردانی |
| --- | --- |
| - روز واقعه – بنیاد سینمایی فارابی - پری – هاشم سیفی، امیرحسین شریفی و داریوش مهرجویی - خلع سلاح - بنیاد سینمایی فارابی، مهوش جزایری و علی‌رضا داوودنژاد - روسری آبی – مجید مدرسی و فریبرز پورمند - کیمیا - احمدرضا درویش | - داریوش مهرجویی – پری - شهرام اسدی – روز واقعه - احمدرضا درویش – کیمیا - رخشان بنی‌اعتماد – روسری آبی - علیرضا داوودنژاد - خلع سلاح                                           |
| سیمرغ بلورین بهترین بازیگر نقش اول مرد | سیمرغ بلورین بهترین بازیگر نقش اول زن |
| - خسرو شکیبایی – کیمیا در نقش - جمشید هاشم‌پور – آخرین بندر در نقش - آتیلا پسیانی – در کمال خونسردی در نقش - علیرضا شجاع‌نوری – روز واقعه در نقش - محمدرضا داوودنژاد - خلع سلاح                                            | - مینا لاکانی – دیدار در نقش - نیکی کریمی – پری در نقش - آتنه فقیه‌نصیری – در کمال خونسردی در نقش - بیتا فرهی – کیمیا در نقش - فاطمه معتمدآریا – روسری آبی در نقش              |
| سیمرغ بلورین بهترین بازیگر نقش دوم مرد | سیمرغ بلورین بهترین بازیگر نقش دوم زن |
| - علی مصفا – پری در نقش - منوچهر حامدی – روز شیطان در نقش - امیر پایور – سفر در نقش - رضا کیانیان – کیمیا در نقش - محمود بصیری – مهریه بی‌بی در نقش                                                                       | - گلاب آدینه – روسری آبی در نقش - فرشته صدرعرفایی – بادکنک سفید در نقش - مهوش افشارپناه – به خاطر هانیه در نقش - افسر اسدی – روسری آبی در نقش - فرخ‌لقا هوشمند – سفر در نقش    |
| سیمرغ بلورین بهترین فیلمنامه | سیمرغ بلورین بهترین موسیقی متن |
| - روسری آبی – رخشان بنی‌اعتماد - بادکنک سفید – عباس کیارستمی - پری – داریوش مهرجویی - راه افتخار – محمود دهقان و رضا قهرمانی - روز واقعه – بهرام بیضایی                                                                   | - روز واقعه – مجید انتظامی - در کمال خونسردی – فریبرز لاچینی - راه افتخار – مجید انتظامی - کیمیا – احمد پژمان - روز شیطان – بابک بیات                                         |
| سیمرغ بلورین بهترین صداگذاری و میکس | سیمرغ بلورین بهترین صدابرداری |
| - ساز ستاره – بهروز شهامت - حمله به اچ۳ – اسحاق خانزادی - روز شیطان – مهدی ژورک - روز واقعه – محمدرضا دلپاک و امیرحسین قاسمی - کیمیا – جهانگیر میرشکاری و بهروز معاونیان                                                 | - کیمیا – بهروز معاونیان و اصغر شاهوردی - بادکنک سفید – مجتبی مرتضوی و سعید احمدی - پری – ساسان باقرپور، اصغر شاهوردی و مسعود شاهوردی - روسری آبی – مرتضی دهنوی و پرویز آبنار |
| سیمرغ بلورین بهترین طراح صحنه و لباس | سیمرغ بلورین بهترین فیلم‌برداری |
| - روز واقعه – مجید میرفخرایی - پری – فریار جواهریان - روسری آبی – حسن فارسی - کیمیا – احمدرضا درویش | - پری – علیرضا زرین دست - خلع سلاح – آلبرت یاووریان - روز واقعه – مازیار پرتو و اصغر رفیعی‌جم - زمین آسمانی – اصغر رفیعی‌جم - کیمیا – محمود کلاری                               |
| سیمرغ بلورین بهترین چهره‌پردازی | بهترین |
| - آخرین بندر، روز واقعه – عبدالله اسکندری - پری – عبدالله اسکندری و بابک شعاعی - خلع سلاح - رضا رادمنش - روسری آبی – عبدالله اسکندری                                                                                     | |
| سیمرغ بلورین بهترین تدوین | سیمرغ بلورین بهترین جلوه‌های ویژه |
| - حمله به اچ۳ – حسین زندباف - در کمال خونسردی – ژیلا ایپکچی - روز واقعه – مهدی رجاییان - روسری آبی – عباس گنجوی - کیمیا – عباس گنجوی                                                                                     | - کیمیا – محمدرضا شرف‌الدین - آخرین بندر – عباس شوقی - حمله به اچ۳ – جواد شریفی‌راد - خلع سلاح - اکبر محمدی و داود رسولیان                                                      |
| جایزه ویژه هیئت داوران | |
| - کیمیا – پخشیران | |